# Black 'N Blue (album)
Black 'N Blue è il primo album in studio dei Black 'N Blue, uscito nel 1984 per l'Etichetta discografica Geffen Records.

## Tracce
1. The Strong Will Rock – 4:06 (St. James, Thayer)
2. School of Hard Knocks – 3:58 (St. James, Thayer)
3. Autoblast – 3:53 (St. James, Thayer, Warner)
4. Hold on to 18 – 4:12 (St. James, Thayer)
5. Wicked Bitch – 4:17 (St. James, Thayer)
6. Action (Sweet Cover) – 3:36 (Connolly, Priest, Scott, Tucker)
7. Show Me the Night – 4:01
8. One for the Money – 4:19 (St. James, Thayer)
9. I'm the King – 3:42 (Holmes, St. James, Thayer)
10. Chains Around Heaven – 4:00 (St. James, Thayer)

## Formazione
- Jaime St. James - voce
- Tommy Thayer - chitarra, cori
- Jeff "Whoop" Warner - chitarra, cori
- Patrick Young - basso, cori
- Pete Holmes - batteria